# Charles-Louis Havas
Charles-Louis Havas (Rouen, 5 de julho de 1783 — Bougival, 21 de maio de 1858) foi um escritor e jornalista francês, fundador da agência de notícias Agence France-Presse (AFP).
Havas pode ser considerado como o fundador do conceito de agência de notícias. Ele traduzia informações a partir do exterior para a imprensa nacional francesa, consciente de seu crescente interesse nos assuntos internacionais. Em 1825 ele fundou sua própria empresa para realizar esse trabalho de tradução. Em 1832 criou a Agência Havas, mais antiga agência de notícias francesa e começou a fornecer notícias sobre a França a clientes estrangeiros. 
Bernhard Wolff e Paul Reuter foram seus empregados.